# Hoplocerambyx severus
Hoplocerambyx severus là một loài bọ cánh cứng trong họ Cerambycidae.